# Thelocarpon coccosporum
Thelocarpon coccosporum är en lavart som beskrevs av Lettau. Thelocarpon coccosporum ingår i släktet Thelocarpon och familjen Thelocarpaceae.   Inga underarter finns listade i Catalogue of Life.